# Parc da Redenção
Le Parc da Redenção ou Parc Farroupilha a été inauguré le 19 septembre 1935 et a été classé au Patrimoine historique du Rio Grande do Sul en 1997.
Sur les 37,5 hectares de son territoire, on dénombre 12 espaces aménagés (jardins ou espaces thématiques), 38 monuments, 92 points de commerce ambulant (alimentation et boissons) et environ 8 500 arbres d'espèces très variées. Parmi les monuments les plus remarquables, on compte la « Fontaine française « (Fonte Francesa), « l'Enfant nu » (O Menino Nú), le « Gaúcho oriental », les monuments de la colonie juive (Colônia Hebraica) et de la colonie Syro-libanaise (Sirio Libanesa) et, le plus grand, celui du « Corps expéditionnaire » (Monumento ao Expedicionário).
Parmi les recoins et lieux aménagés se trouvent le Jardin des orchidées (Orquidário), le mini-zoo, le jardin alpin, le jardin oriental, le jardin européen, le jardin solaire (Solar), la Roseraie (Roseiral), la fontaine lumineuse (Fonte luminosa), la petite île (Ilhota), l'Araújo Vianna et le miroir d'eau (Espelho d'Água). En bordure du parc, un marché de produits biologiques se tient tous les samedis, tandis que le très visité Brique de la Redenção (Marché aux puces) a lieu le dimanche. Des équipements sportifs sont disponibles au stade Ramiro Souto.